# وادي مليان

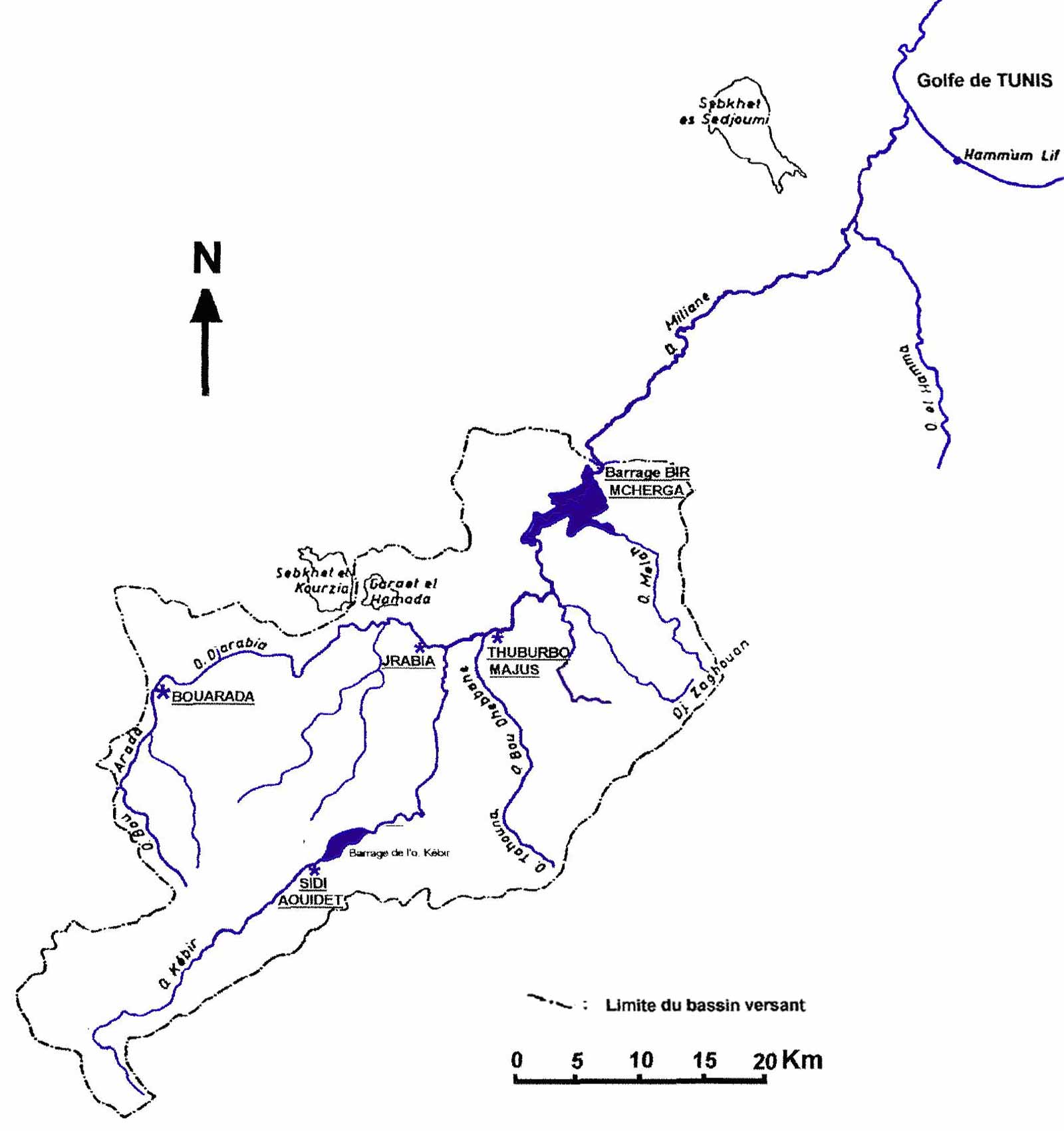
مسار وادي مليان

وادي مليان هو ثاني أهم الأودية التونسية، بعد وادي مجردة، ويبلغ طوله 160 كلم .
- ينبع وادي مليان من جبل برقو بالشمال ويصب في خليج تونس.
- يختلف منسوبه من فترة إلى أخرى طبقا للتساقطات وقد يصل إلى 200 متر مكعب / الثانية خلال الفيضانات.